# Лестница Петара Кружича

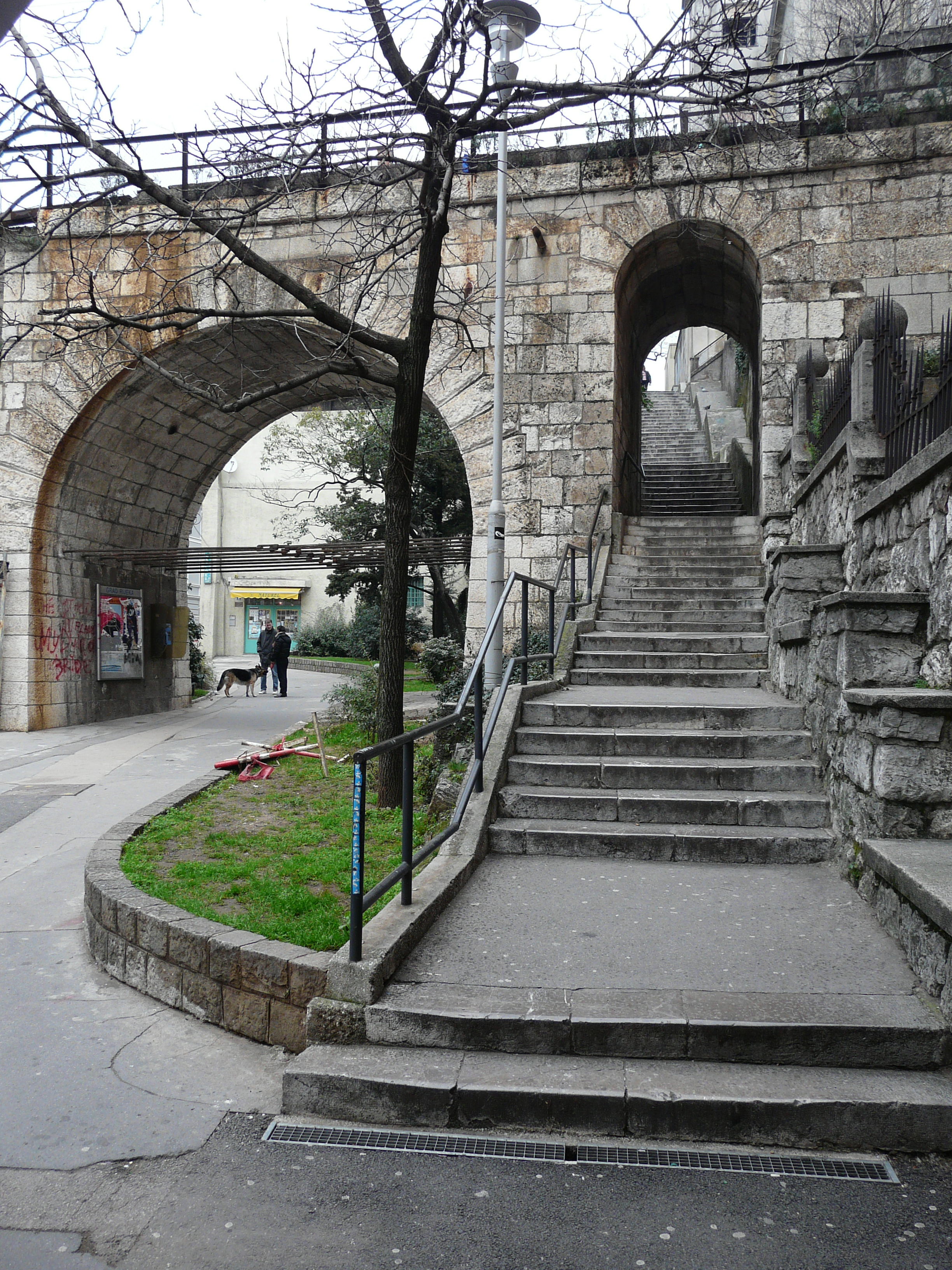
Начало лестницы. Железнодорожный мост через лестницу и далее влево через реку Рьечина построен позже лестницы

Лестница Петара Кружича ( Stube Petra Kružića) или Трсатская лестница — каменная лестница в городе Риека (Хорватия), ведущая от Риеки к пригороду Трсат.
Лестница начинается от восточного берега реки Рьечина аркой и ведёт вверх к поселению Трсат на плоскогорье, находящееся на высоте 138 метров от уровня моря. Состоит из 561 ступени и была построена для пилигримов как дорога к церкви Девы Марии Трсатской. Работы по созданию обетной лестницы были начаты в 1531 году героем сражений с турками Петаром Кружичем (Petar Kružić), который построил нижнюю часть лестницы на пути ведущем к базилике Богоматери Трсатской (XV век). Поэтому лестницу называют лестницей Петра Кружича.
Первоначально лестница состояла из 538 ступеней. Позже лестницу продлили до 561 ступени. Входные ворота у подножия лестницы в виде триумфальной арки, в стиле барокко были построены в первой половине XVIII века. Построенные по обету часовни вдоль лестницы были созданы между XV и XVIII веками — по одной часовне в каждом веке.